# ガリーナ・プガチェンコワ
ガリーナ・アナトリエヴナ・プガチェンコワ (ロシア語: Галина Анатольевна Пугаченкова、英語: Galina Anatolievna Pugachenkova、1915年2月7日 - 2007年2月18日) は、ウズベキスタンの美術史家、考古学者。

## 経歴
1915年、ロシア帝国のヴェルニ生まれ（現カザフスタンアルマトイ）。1930年にタシケント工科大学 (Tashkent State Technical University) に入学し、建築学を専攻。1937年に卒業し、大学院に進む。1941年に論文を提出して建築学の博士候補生となる。
1942～1960年、ウズベキスタン国立大学の歴史学部考古学科の助教授。1958～1960年、ハムザ記念美術研究所の上級研究員。

## 家族・親族
- 夫：ミハイル・マッソンは考古学者。